# Marian Zdyb
Marian Aleksy Zdyb (ur. 8 grudnia 1951 w Sandomierzu) – polski prawnik, sędzia, profesor nauk prawnych, nauczyciel akademicki związany z Uniwersytetem Marii Curie-Skłodowskiej w Lublinie i Katolickim Uniwersytetem Lubelskim, specjalista w zakresie prawa administracyjnego, w latach 1997–2006  sędzia Trybunału Konstytucyjnego.

## Życiorys
Dzieciństwo spędził w Sandomierzu, gdzie w 1971 ukończył I Liceum Ogólnokształcące (tzw. Collegium Gostomianum). Następnie podjął studia prawnicze na Wydziale Prawa i Administracji Uniwersytetu Marii Curie-Skłodowskiej w Lublinie. W 1975, po uzyskaniu tytułu zawodowego magistra, rozpoczął pracę naukową w Instytucie Prawa Publicznego i Administracji na Wydziale Prawa UMCS. W 1983 uzyskał stopień doktora nauk prawnych, a w 1991 doktora habilitowanego. W 1993 został mianowany profesorem nadzwyczajnym Uniwersytetu Marii Curie-Skłodowskiej, a w 1994 profesorem nadzwyczajnym Katolickiego Uniwersytetu Lubelskiego. Później został profesorem zwyczajnym obu tych uczelni. W 1996 otrzymał tytuł profesora nauk prawnych. Na KUL pełnił funkcję prodziekana Wydziału Prawa Kanonicznego i Świeckiego (1993–1996) i kierował Katedrą Nauki Administracji i Prawa Administracyjnego (1993–1999).
W pracy naukowej zajął się prawem administracyjnym i publicznym prawem gospodarczym. Opublikował ponad sto prac naukowych, w tym ponad 20 książek. Wszedł w skład rady naukowej i komitetu redakcyjnego „The Review of Comparative Law”, współpracuje z towarzystwami i instytucjami naukowymi (m.in. Instytutem Jana Pawła II KUL), działa w Stowarzyszeniu Polskich Prawników Katolickich.
W latach 80. działał w podziemnych strukturach NSZZ „Solidarność”. W latach 90. był członkiem i przewodniczącym zarządu regionu lubelskiego Zjednoczenia Chrześcijańsko-Narodowego.
W 1996 otrzymał nominację na sędziego Naczelnego Sądu Administracyjnego. W 1997 Sejm (z rekomendacji posłów AWS) wybrał go w skład Trybunału Konstytucyjnego. Dziewięcioletnią kadencję sprawował od 5 listopada 1997 do 5 listopada 2006.

## Odznaczenia
W 2010, za wybitne zasługi w kształtowaniu orzecznictwa konstytucyjnego oraz zasad demokratycznego państwa prawa i kultury prawnej, za osiągnięcia w działalności naukowej, prezydent Bronisław Komorowski odznaczył go Krzyżem Oficerskim Orderu Odrodzenia Polski (dekoracja nastąpiła w 2011).